# Hervormde kerk (Kollumerzwaag)
De Âlde Tsjerke van Kollumerzwaag is een kerkgebouw in de gemeente Noardeast-Fryslân in de Nederlandse provincie Friesland.

## Beschrijving
De eenbeukige kerk uit de 12e eeuw is een rijksmonument. De vensters en het een driezijdig gesloten koor dateren uit de 15e eeuw. In de 16e eeuw zijn er laatgotische ingangen aangebracht. De zuidelijke ingang, vroeger alleen voor jongens en mannen, is dichtgemetseld. In de spitsboognis van de noordelijke ingang staat de tekst: "Zie ik verkondig u grote blijdschap" (Lucas 2:10).
De ongelede zadeldaktoren uit de 12e eeuw werd in 1872 gedeeltelijk afgebroken en hersteld en in 1960 naar plannen van A. Baart jr. opnieuw gerestaureerd. Er hangt een klok uit 1768 van klokkengieter Johan Christiaan Borchhard en een uit 1948, die door Van Bergen in Heiligerlee werd vervaardigd.
Het interieur wordt gedekt door een houten tongewelf uit 1888. Het orgel uit 1904 is gemaakt door Bakker & Timmenga. Op de orgelgalerij staat de tekst: "Ontvangt met zachtmoedigheid het woord dat u geplant wordt, hetwelk uwe zielen kan zalig maken" (Jacobus 1:21). Op de twee predikantenborden staan namen van predikanten van 1567 tot heden. De glas-in-loodramen zijn in 1999 gerestaureerd.

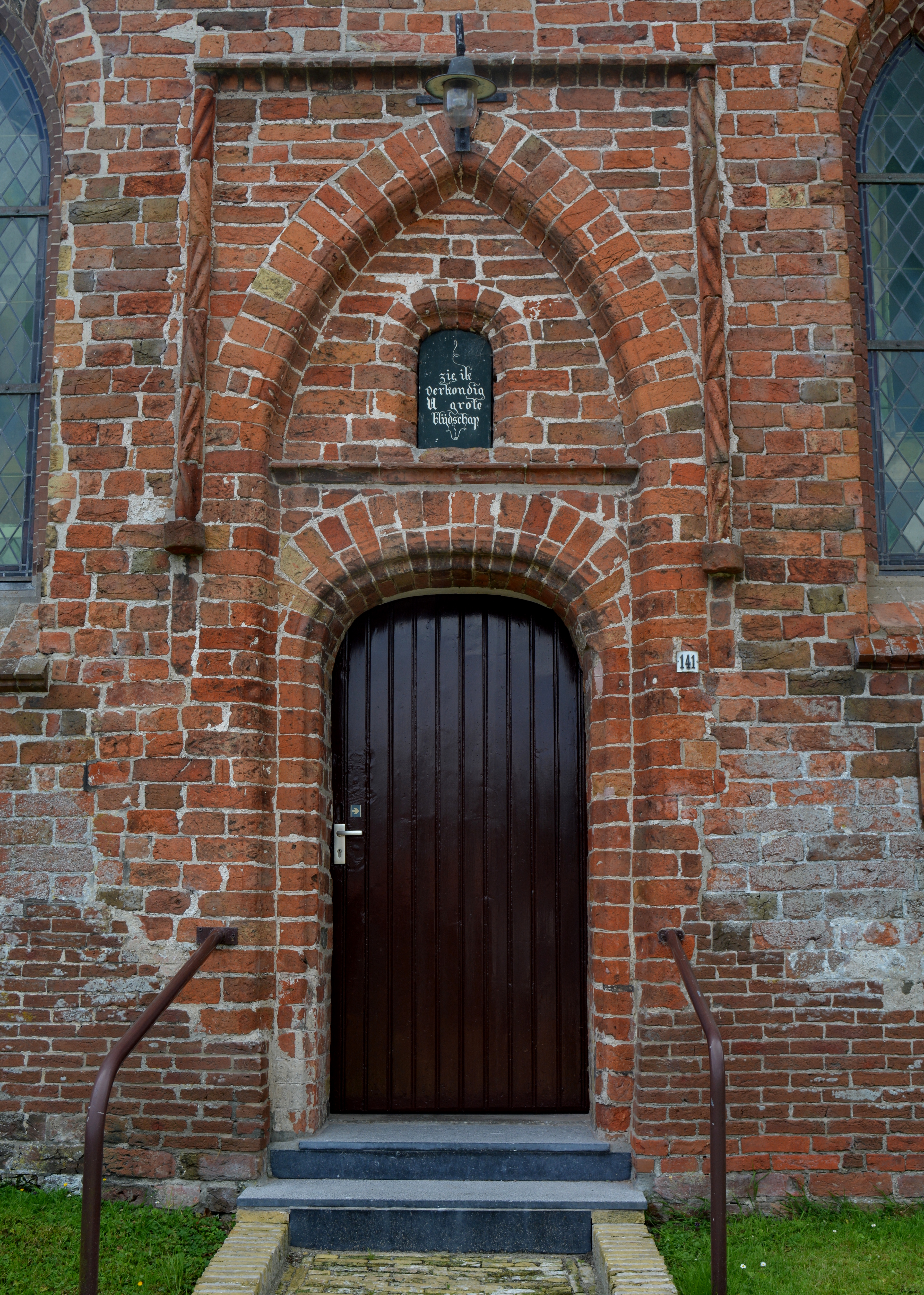
portaal noordzijde